# Cellsträckning
Cellsträckning är ett begrepp inom botanik som syftar till en växts celltillväxt när det gäller både längd och volym. Cellsträckning sker bland annat när en växtcells vakuol (hålrum i växtcellen cellsaft finns) får större volym. Cellsträckningen är ett stadium i utvecklingen som normalt inträffar sedan cytoplasmatillväxtens huvudfas avklingat. I rotspetsar ligger cellsträckningszonen mellan celldelningszonen och differentieringszonen och är ganska skarpt skild från dessa. I stamspetsar är avgränsningen mellan de olika zonerna mindre skarp.